# Robert Montagu (3e comte de Manchester)
Robert Montagu, 3e comte de Manchester (baptisé le 25 avril 1634 – 14 mars 1683) est un courtisan et un homme politique anglais qui siège à la Chambre des Communes de 1660 à 1671 puis accède à la Chambre des Lords comme comte de Manchester.

## Biographie
Il est le fils de Edward Montagu (2e comte de Manchester) et de sa seconde épouse, Anne Rich, fille de Robert Rich (2e comte de Warwick). Il est né dans la paroisse de St-Margaret, Westminster, et baptisé le 25 avril 1634.
De 1649 à 1654, il est en voyage à l'étranger. Il est le capitaine de la milice à cheval pour le Huntingdonshire en avril 1660.
Également en avril 1660, Montagu est élu en tant que député pour le Huntingdonshire dans le Parlement de la Convention et dans le mois qui suit est l'un des membres qui attendent le roi à la Haye. Il est juge de paix pour le Huntingdonshire et dans le Northamptonshire, de juillet 1660 à 1681. En août 1660, il est commissaire pour l'évaluation et le sous Lieutenant pour le Huntingdonshire jusqu'en 1671.
En 1661, il est réélu député de Huntingdonshire dans le Parlement Cavalier. En 1663, il est commissaire pour l'évaluation de la circonscription de Huntingdon et Northamptonshire jusqu'en 1671, et est envoyé en mission pour le roi de France. Il reçoit un M. A. de l'université d'Oxford, le 8 septembre 1665. En février 1666, il succède au comte de Newport comme gentilhomme de la chambre du roi. En 1666 et 1667 Montagu est capitaine du régiment de cavalerie du duc de Monmouth, dans les comtés de l'est, alors que les néerlandais sont sur la côte.
Il hérite du titre de comte de Manchester à la mort de son père en 1671 et prend le poste de Lord Lieutenant du Huntingdonshire et Custos Rotulorum. En 1672, il devient maître des cygnes et bailli de l'eau pour Whittlesey Simple. Il devient haut-commissaire de l'Université de Cambridge en 1677.
En octobre 1681 il effectue un voyage à l'étranger parce qu'il est devenu trop impliqué avec les cabalistes dans le Northamptonshire. Il est mort à Montpellier, en France, à l'âge de 48 ans, et a été enterré à Kimbolton.

## La famille
Il épouse, le 27 juin 1655, à Saint-Giles-in-the-Fields, Anne Yelverton, fille de Christopher Yelverton, 1er baronnet, avec qui il a cinq fils et quatre filles .
- Edward.
- Henry.
- Anne Montagu (c. 1667-1720), épouse de James Howard (3e comte de Suffolk).
- Charles Montagu (1er duc de Manchester) (c. 1656-1722)
- Elizabeth Montagu (b. c. 1682)
- Catherine Montagu, épouse Samuel Edwin
- Robert Montagu (d. 1693)
- Heneage Montagu (1675-1698)
- Eleanor Montagu, mort célibataire.

Ses deux fils aînés, Edward et Henry, sont morts jeunes, et il est remplacé par son troisième fils, Charles. Sa veuve se remarie à Charles Montagu (1er comte d'Halifax).